# 莱富尔站
莱富尔站是法国的一个铁路车站，位于法国东北部市镇莱富尔。

## 位置
莱富尔站位于莱富尔城区内部，默兹河左岸，紧邻莱富尔市政厅（Mairie de Laifour）。车站大致呈东北-西南走向，两侧均可进出车站。

## 车站概况
莱富尔站是一个小型的乘降所，没有任何售票服务及设施，乘客需上车后主动购票或使用通勤卡。
茹瓦尼-默兹站站内没有地下通道或天桥，乘客需通过车站东北侧的铁路平交道口前往对向站台，因此该站存在一定的安全隐患。

## 停靠线路
以下列车线路在莱富尔站停靠：
| 努宗维勒站列车线路表   |              |        |        |              |
| 线路                   | 车种         | 上一站 | 下一站 | 大致运行频率 |
| 沙勒维尔-梅济耶尔—济韦 | 法国大区列车 | 德维勒 | 昂尚   | 每天5~9趟    |
| 1.                     |              |        |        |              |

## 大巴车
莱富尔站对应的大巴车上下车地点位于车站西北侧的空地上。当某条铁路线施工或罢工时，SNCF会提供途径该线路沿途站点的大巴车。

## 市内交通
莱富尔站暂无城市公共交通服务。

## 临近车站
| 莱富尔站（Gare de Laifour）    |                  |          |
| 上行车站                       | 线路             | 下行车站 |
| 德维勒站                       | 苏瓦松－济韦铁路 | 昂尚站   |
| - 本表仅显示运营中的线路及车站 |                  |          |